# Pyrna
Pyrna ist ein Ortsteil der Stadt Wurzen im Landkreis Leipzig in Sachsen.

## Geografie
Pyrna liegt zwischen Burkartshain und Trebsen/Mulde an der Staatsstraße 47, im Süden des Wurzener Stadtgebietes. Pyrna ist ein Dorf mit Drei- und Vierseithöfen und landwirtschaftlichen Anlagen.
In der Ortschaft gab es eine Schweinezuchtanlage. Diese wurde 2023 in einen Solarpark umgewandelt.

## Sehenswürdigkeiten

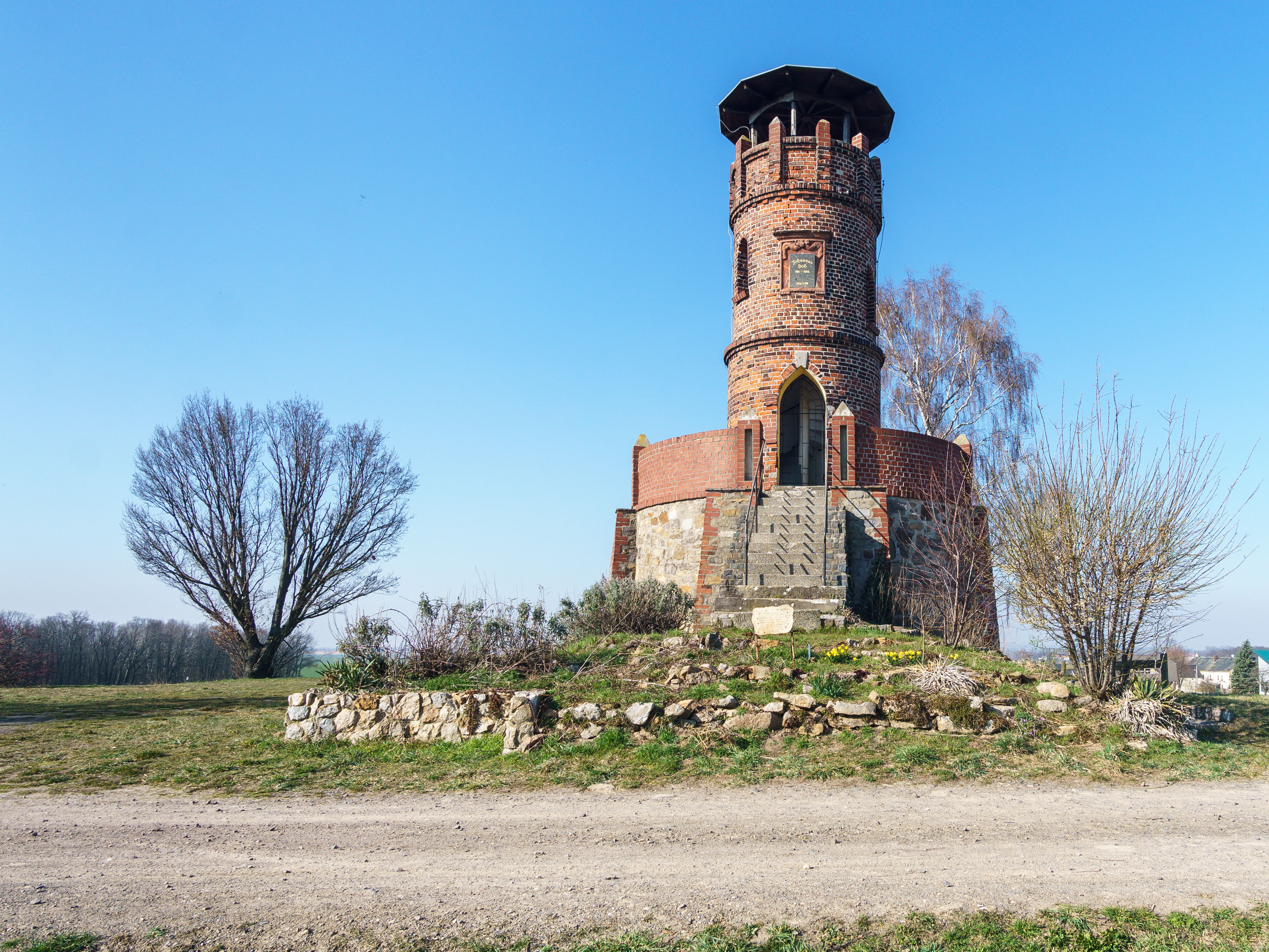
Der Aussichtsturm „Johannas Höh“

Der Aussichtsturm „Johannas Höh“ ist ein 12 Meter hoher Turm im Süden des Ortes. Er wurde 1911 von Burkhartshainer Gutsherren gestiftet und 1986 wiedererrichtet. Jährlich findet rund um den Johannistag am Turm das Pyrnaer Turmfest statt.